# Weaver’s Needle
Weaver’s Needle – 303-metrowa turnia, widoczna ze znacznej odległości, w paśmie Superstition Mountains na wschód od Phoenix w stanie Arizona. Weaver’s Needle powstała, gdy tuf wulkaniczny, efekt wybuchu pierwotnego wulkanu, zaczął ulegać gwałtownej erozji, pozostawiając wysoką na 1388 metrów turnię. Szczyt otrzymał nazwę na pamiątkę znanego wspinacza, Pauline'a Weavera. Szczyt otacza pustynia z wszechobecnymi kaktusami i krzewami „mesquite”, wśród których wyróżniają się wysokie kaktusy Saguaro.
Weaver’s Needle odgrywa znaczącą rolę w opowieściach o zaginionej kopalni złota. Jak wierzą poszukiwacze, cień turni wskazuje miejsce, gdzie powinno się szukać zaginionej kopalni i wielu z nich podąża tym śladem. Złota wokół Weaver’s Needle poszukiwało setki (według niektórych źródeł tysiące) ludzi, a cały obszar pełen jest wykopanych przez nich dziur i opuszczonych obozowisk, a także szczątków tych, którzy tu zginęli. W grani Weaver’s Needle widoczny jest głęboki żleb, który powoduje, że turnia widziana od południa wygląda jakby składała się z dwóch osobnych wierzchołków.